# 中缅友好医院
中缅友好医院，是由中国援建缅甸的医疗项目。该项目启动于2016年。截止2019年，中国共计援建了2所中缅友好医院。

## 列表
| 编号 | 医院名称     | 所在地       | 备注 |
| ---- | ------------ | ------------ | ---- |
| 1    | 杜庆芝医院   | 仰光         |      |
| 2    | 纳茂人民医院 | 马圭省纳茂镇 |      |